# Noctua pronuba
Noctua pronuba là một loài bướm đêm trong họ Noctuidae.

## Hình ảnh

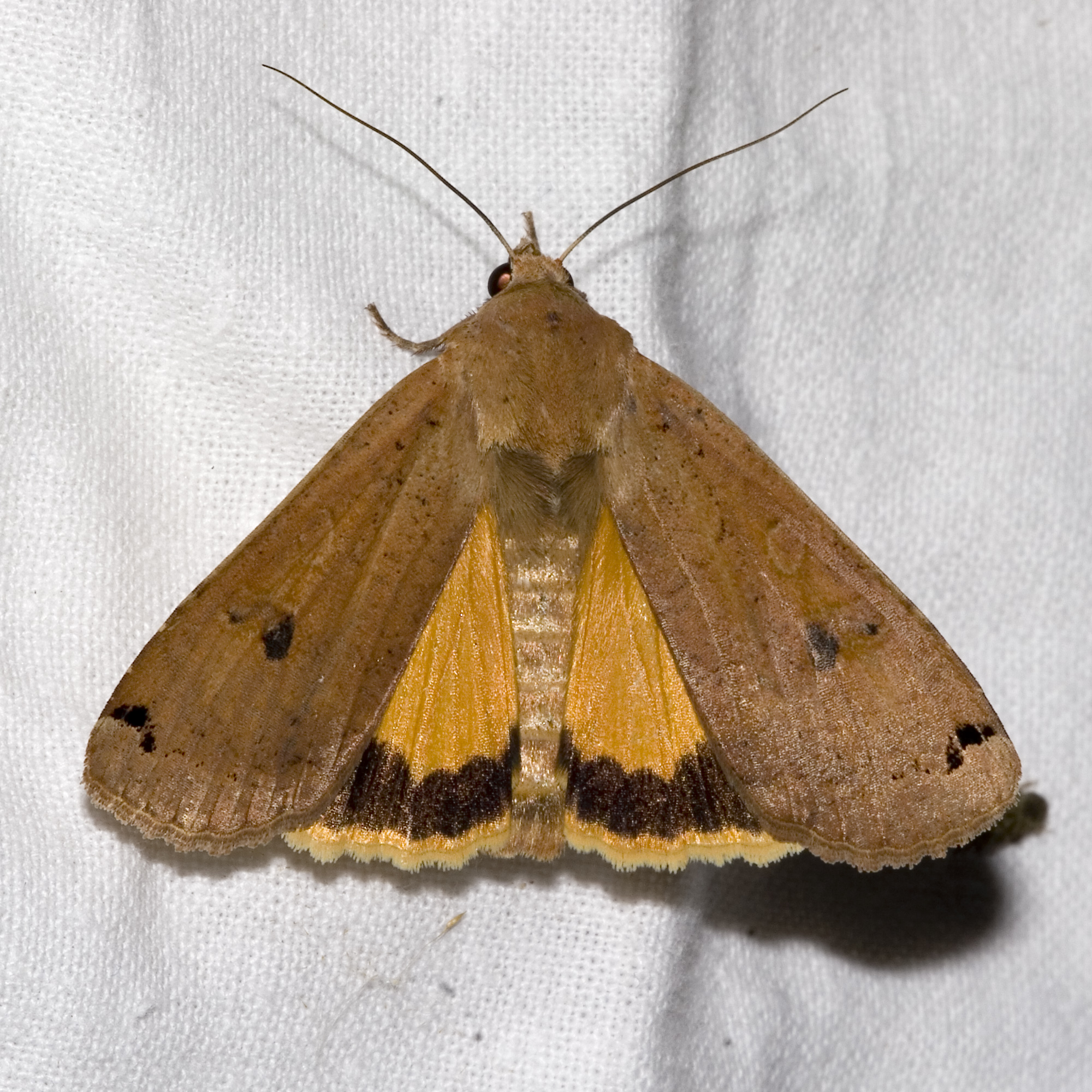
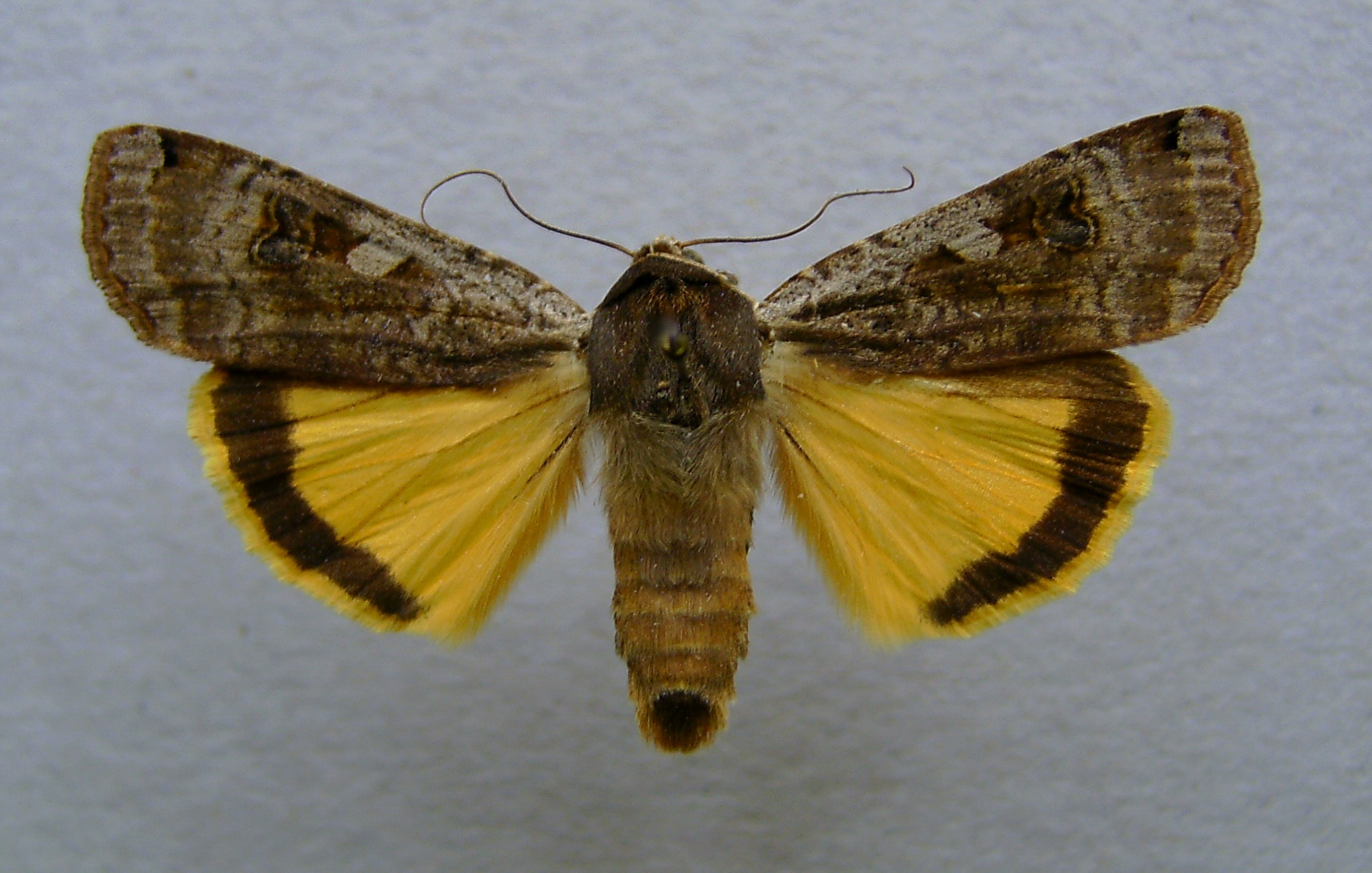
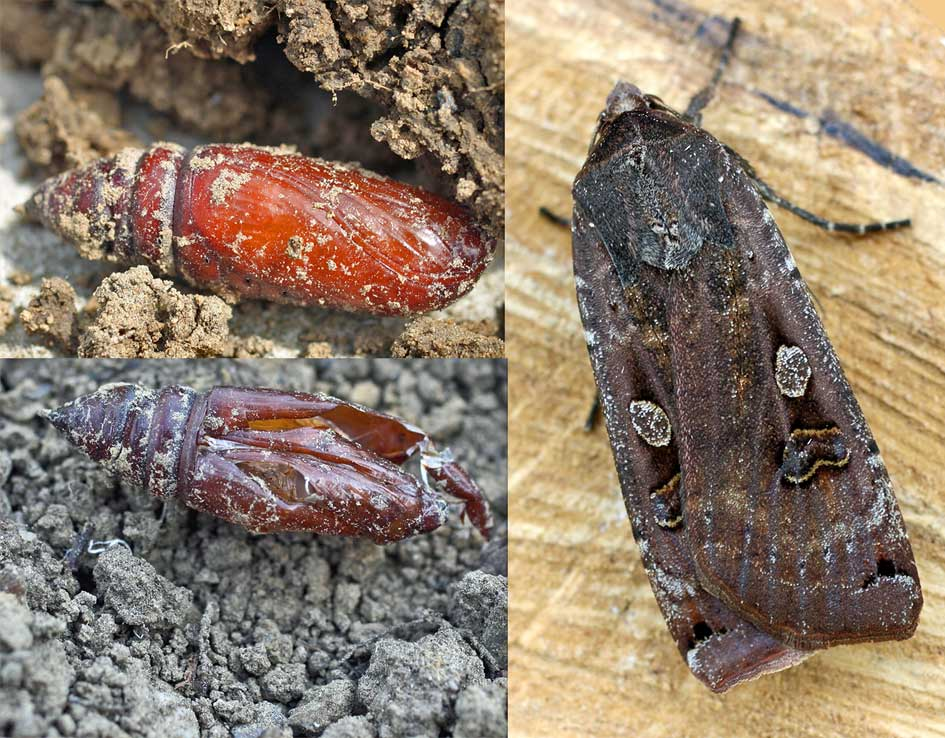
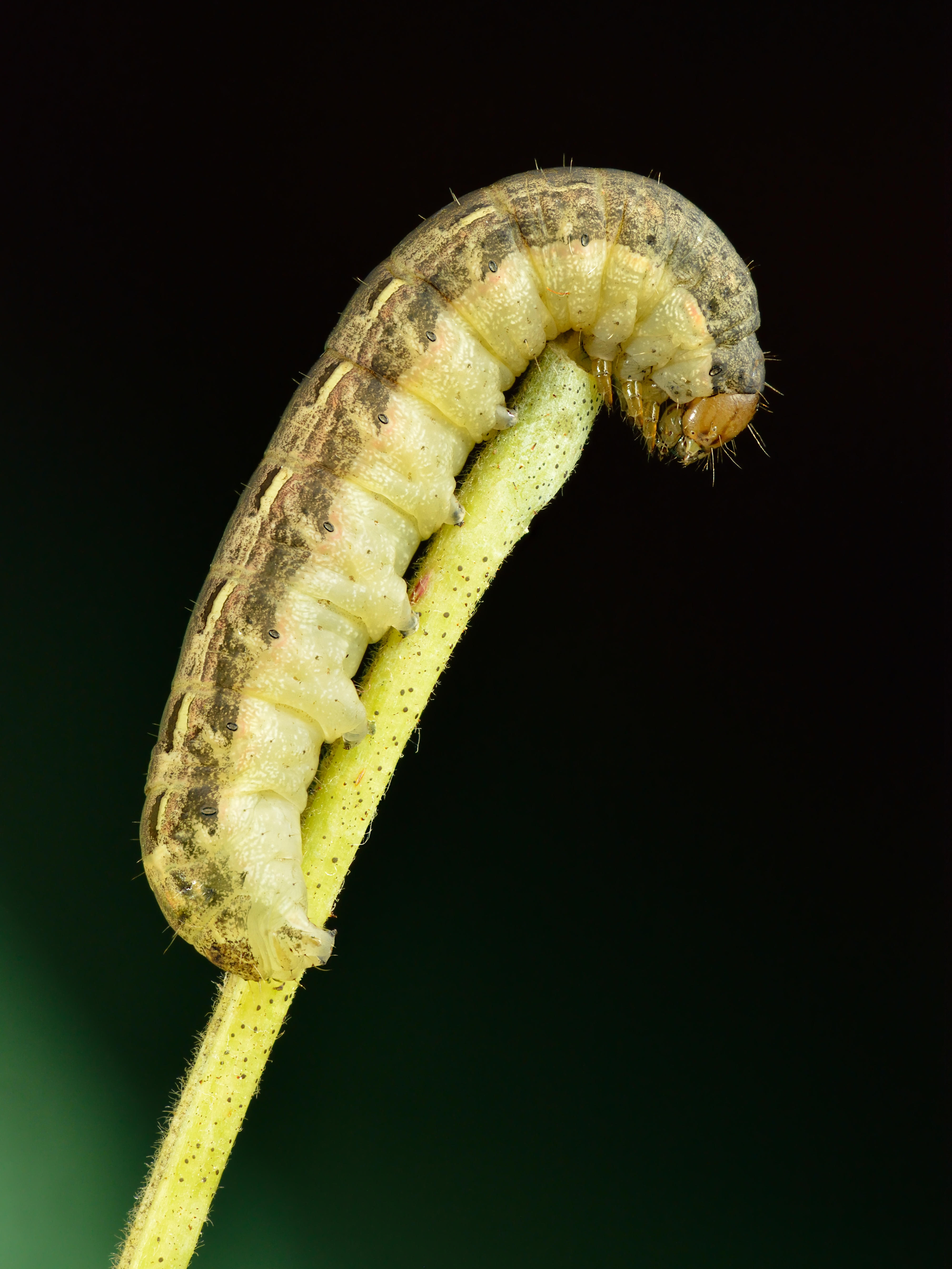